# Encs
Encs este un oraș în districtul Encs, județul Borsod-Abaúj-Zemplén, Ungaria, având o populație de 6.659 de locuitori (2011). 

## Demografie
Componența etnică a orașului Encs
     Maghiari (83,34%)
     Romi (15,94%)
     Necunoscut (0,24%)
     Alții (0,48%)
Componența confesională a orașului Encs
     Romano-catolici (51,42%)
     Reformați (17,34%)
     Greco-catolici (7,03%)
     Fără religie (3,87%)
     Luterani (1,46%)
     Necunoscută (18,59%)
     Atei (0,29%)
     Alte religii (0,5%)
Conform recensământului din 2011, orașul Encs avea 6.659 de locuitori. Din punct de vedere etnic, majoritatea locuitorilor (83,34%) erau maghiari, cu o minoritate de romi (15,94%). Apartenența etnică nu este cunoscută în cazul a 0,24% din locuitori.  Din punct de vedere confesional, majoritatea locuitorilor (51,42%) erau romano-catolici, existând și minorități de reformați (17,34%), greco-catolici (7,03%), persoane fără religie (3,87%) și luterani (1,46%). Pentru 18,59% din locuitori nu este cunoscută apartenența confesională.